# Sjöstriden vid Kimitosundet
Sjöstriden vid Kimitosundet var en sjöstrid mellan ryska och svenska trupper under finska kriget 21 juli 1808.
Efter striderna vid Bockholmssundet och den svenska avspärrningen av Erstafjärden sändes den tredje avdelningen av ryska skärgårdsflottan ut från Sveaborg för att hitta en väg runt svenskarna. Avdelningen som bestod av 1 hemmen, 1 brigg, 1 jakt, 2 kanonslupar, 40 jollar och 24 transportfartyg ankom i början av juli till Jungfrusund. Befälet över eskadern fördes av kapten Hayden. Då man fann passagen spärrad av fartyg ifrån svenska örlogsflottan och skärgårdsflottan som blockerade passagen. Hayden sökte då att komma fram genom det smala sundet mellan Kimitoön och fastlandet. 12 juli kom man till Strömma, sundets smalaste del där Peter den store gjort försänkningar. Det gick åt två dagar att ta bort dessa innan Hayden kunde fortsätta och 15 juli kringseglade han norra udden av Kimitolandet.
De svenska flottenheterna vid Jungfrusund hade dock sett de ryska fartygen som snabbt dragit sig undan och försökt ta reda på vad de tagit vägen. Man skickade rekognoseringstrupper till Kimitosundet och upptäckte då att ryska flottenheten just då höll på att passera där. Man insåg att de om de kom igenom skulle kunna falla Klas Hjelmstjernas eskader vid Fårskinnsholmarna i Erstafjärden i ryggen, och om denna retirerade skulle den ryska eskadern under kapten Hayden förena sig med den andra skärgårdseskadern vid Bockholmssund och då bli numerärt överlägsen den svenska och kunna ta över dominansen i Åländska skärgården. Kapten Paul Adolf Sölfverarm som förde befäl över skärgårdsflottans enheter i Jungfrusund sändes därför 12 juli med 8 kanonslupar till östra mynningen av Kimitosundet vid Sandöström, där två holmar, Stora och Lilla Tallholmen låg för att hindra ryssarna att tränga fram där. Han började anlägga försänkningar och erhöll 19 juli förstärkning med ytterligare 4 kanonslupar.
Genom Fredrik Vilhelm von Buxhoevdens försorg skickades dock några hundra ryska jägarsoldater från Åbo för att från fastlandet beskjuta de svenska fartygen och hindra dem i deras arbete med försänkningarna. Man släpade även fram kanoner genom den oländiga terrängen för att kunna beskjuta de svenska ställningarna. 21 juli började Hayden försöka forcera svenskarnas ställning.
Försänkingarna mellan Stora Tallholmen och fastlandet var då endast halvfärdiga. Men genom att gruppera sina kanonslupar kring öppningen lyckades Sölfverarm under tre timmar hindra ryssarnas framträngande. I skydd av de ryska jägarnas eld lyckades dock de ryska försöken att tränga fram. Då han drog sig tillbaka hade han förlorat 46 man i döda och sårade, och flera av kanonsluparna hade blivit skadade. Troligen led dock även de ryska trupperna förluster, då de inte förföljde svenskarna.
Sölfverarm drog sig tillbaka till Sandöström. Klas Hjelmstierna hade då han fått veta att ryssarna planerade att anfalla Sölfverarms ställning gett sig av dit, men var en mil från Sandösunds mynning då han 23 juli fick rapporter om att Söfverarm trängs undan från sina ställningar. Han översände då överstelöjtnant Önnert Jönsson att stärka Sölfverarms trupper.